# Schizopera triacantha
Schizopera triacantha är en kräftdjursart som beskrevs av Andreas Kiefer 1934. Schizopera triacantha ingår i släktet Schizopera och familjen Diosaccidae. Inga underarter finns listade i Catalogue of Life.